# John Cullen Award
Il John Cullen Award è stato un trofeo annuale assegnato dal 1996 al 2001  dall'International Hockey League al giocatore che ha maggiormente contribuito al successo della propria squadra nonostante problemi come infortuni, gravi malattie ed altre avversità. Il trofeo in origine assunse la denominazione di Comeback Player of the Year Award, mentre dal 1999 fu intitolato a John Cullen, giocatore capace di sconfiggere un linfoma non Hodgkin.

## Vincitori
| Comeback Player of the Year Award | Comeback Player of the Year Award | Comeback Player of the Year Award |
| Stagione                          | Giocatore                         | Squadra                           |
| --------------------------------- | --------------------------------- | --------------------------------- |
| 1996-97                           | Kevin Smyth                       | Orlando Solar Bears               |
| 1997-98                           | Mike Tomlak                       | Milwaukee Admirals                |
| John Cullen Award                 |                                   |                                   |
| Stagione                          | Giocatore                         | Squadra                           |
| 1998-99                           | Jeff Christian                    | Houston Aeros                     |
| 1999-00                           | Steve Larouche                    | Chicago Wolves                    |
| 2000-01                           | Rusty Fitzgerald                  | Manitoba Moose                    |